# Маркіроло
Маркіроло (італ. Marchirolo) — муніципалітет в Італії, у регіоні Ломбардія,  провінція Варезе.
Маркіроло розташоване на відстані близько 540 км на північний захід від Рима, 65 км на північний захід від Мілана, 15 км на північ від Варезе.
Населення — 3462 особи (2014).
Покровитель — святий Мартин.

## Демографія
Населення за роками:

Станом на 1 січня 2023 року в муніципалітеті офіційно проживало 337 іноземців з 38 країн, серед них 63 громадяни країн Євросоюзу та 18 громадян України.

## Сусідні муніципалітети
- Кадельяно-Віконаго
- Куассо-аль-Монте
- Кульяте-Фаб'яско
- Марціо
- Вальганна